# Rickard Wirén
Lars Rickard Wirén, född den 1 juli 1969 i Simrishamn, är en svensk frilansande scenograf och rekvisitör.
Wirén började sin senare yrkesbana inom Lunds studentvärld och har ansvarat för dekoren i ett stort antal uppsättningar med bland annat Jesperspexet. Han var huvudscenograf för den av Anders Jansson regisserade karnevalsfilmen Angst (1994) och har efter detta arbetat mycket i samarbete med denne och Johan Wester i Hipp Hipp!. Bland annat var han scenograf för dessas och Claes Virdeborns debutshow En överdos kaffe (1996) och rekvisitör för den sedermera TV-sända liveföreställningen Hipp Hipp! – på riktigt på Olympen (2003-04). Han var även scenograf och huvudrekvisitör för Hipp Hipp-gängets julprogram Itzhaks julevangelium (2006).
Inom film har Wirén varit rekvisitör och attributör till ett antal av de 2005 producerade Wallander-filmerna (Wallander – Innan frosten med flera). För TV har han gjort scenografi och design till ett antal dokusåpor såsom Expedition Robinson (såväl svenska som schweiziska och tyska upplagor), Farmen och första omgången av Riket. Han har vidare arbetat med scenografi till musikvideor,  reklamfilmer och museiutställningar (på Kulturen i Lund) samt formgivit restauranginredningar. 2006-07 var Wirén verksam som rekvisitör vid filmatiseringen av Jan Guillous romansvit om riddaren Arn.
Rickard Wirén är son till läkaren och amatörskådespelaren Jan Wirén och dennes hustru Margareta. Han är gift med Karin Wirén (född Olén 1966), syerichef i Lundakarnevalen 1994 och mångårig konstförman på Akademiska Föreningen. För sina mångahanda insatser för den sistnämnda organisationen hedrades båda makarna Wirén Siste november 2005 med att få sin näsor avgjutna och införlivade i Nasoteket som näsa nr 124 resp 125.